# Pac-Attack
Pac-Attack (パックアタック?), conocido en Japón y Europa como Pac-Panic (パックパニック?), es un videojuego de puzle de la serie Pac-Man. Es una adaptación de Cosmo Gang the Puzzle, un juego arcade lanzado el año anterior. Lanzado por Namco, el juego tiene a Pac-Man como las piezas principales, así como los fantasmas y bloques como obstáculos.
El juego fue primeramente publicado en 1993 para Mega Drive y Super Nintendo. Versiones para Game Gear y Game Boy fueron lanzadas en 1994. Las versiones de Game Boy y Game Boy Color tiene una mejora de paleta de colores con el uso de una Super Game Boy. Aunque Cosmo Gang the Puzzle fue lanzado para arcade, Pac-Atack no fue lanzado para la misma plataforma. El juego también es conocido bajo los nombres Pac-Man: Pac-Attack y Pac-Panic.

## Jugabilidad
Similar a Tetris, el jugador deja caer piezas de fantasmas, bloques, Pac-Man y un hada —en caso de que el medidor se llene— al piso.
El objetivo es evitar que los bloques lleguen a la cima, hacer que Pac-Man coma a los fantasma y hacer líneas para acortar la cantidad de bloques en pantalla. Cuando Pac-Man come un fantasma, un medidor sube. Una vez lleno, un hada aparecerá y, al aterrizar, elimina todo fantasma bajo ella hasta ocho líneas. Una vez hecho esto, se le otorgarán puntos de bonificación al jugador y el juego sigue.
Pac-Attack también puede jugarse en un modo dos jugadores. Mientras que los jugadores eliminen fantasmas y formen líneas, ellos enviarán fantasmas a la pantalla del oponente. Otro modo de juego es tiene como objetivo eliminar a todos los fantasmas en pantalla mediante 100 niveles, con una cantidad limitada de Pac-Man's para cada fase. Si el jugador falla, puede reintentar el mismo nivel.

## Versiones diferentes
SNES/Genesis/Game Gear/Game Boy
Los lanzamientos originales de SNES, Genesis / Mega Drive, Game Gear y Game Boy comparten una interfaz y gráficos similares (aunque varían ligeramente debido a las limitaciones técnicas de las diferentes consolas) y todos tienen la misma banda sonora (excepto en el modo rompecabezas en Versión SNES).
Philips CD-i
La versión CD-i presenta gráficos mejorados, una nueva interfaz (pantallas de menú sin palabras) y se planeó una introducción cinematográfica para darle una historia al juego (sin embargo, esto fue abandonado debido a limitaciones de tiempo). Esta versión solo se lanzó en Europa y se tituló Pac-Panic.
Namco Anthology 2
Esta versión de Pac-Attack incluye nuevos gráficos, música y modos, así como algunas mejoras con respecto a la versión de 1993, como una barra que indica cuándo llegará Pac-Man o el Hada y qué fantasmas pueden y no pueden comerse. También tiene un modo "Godhand", donde el jugador intenta alcanzar el nivel 999 mientras todos los bloques caen a velocidades intensas. Además, Pac-Man y el Hada tardan más en aparecer. La música fue compuesta por Takaki Horigome , un músico de la banda japonesa Kirinji . Esta versión de Pac-Attack fue lanzada como un juego desbloqueable en Pac-Man World 2 con algunas pequeñas modificaciones.
iOS
Obtuvo un " remake " en el iOS que usa gráficos del juego arcade original Pac-Man y fue lanzado en octubre de 2010. El modo de rompecabezas presenta desafíos más específicos en esta versión en comparación con versiones anteriores.
Game Boy Color
Pac-Attack también apareció en Pac-Man: Special Color Edition , como una característica adicional e incluyó dos modos llamados "Modo Normal" y "Modo Rompecabezas".

## Recepción
Electronic Gaming Monthly le dio a la versión de Game Gear un 6.6 de 10, comentando, «Sin depender de efectos gráficos fantásticos,  Pac-Attack  es el tipo de juego de puzle diseñado para Game Gear. ... juega este juego unas cuantas veces y definitivamente te engancharás a esta versión más pequeña».
GamePro le dio a la versión Mega Drive una crítica levemente positiva, diciendo que los múltiples modos de juego, pese a ser derivados, son disfrutables y desafiantes.